# Банановий торт

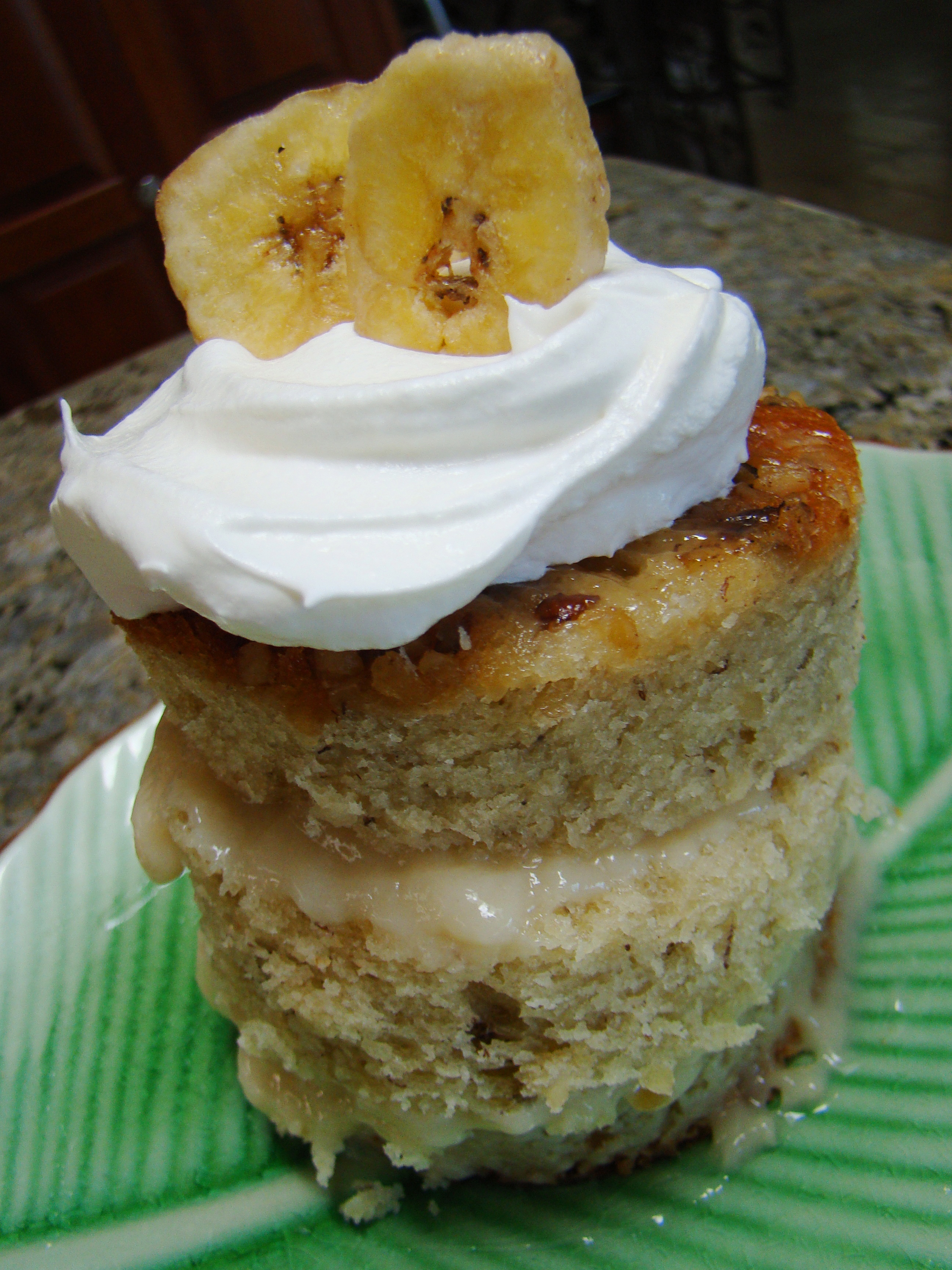
Банановий кекс

Банановий торт — торт, основним інгредієнтом якого є банани. Його можна приготувати у вигляді мафіну, кексу чи листкового торта. Бананові торти готуються в китайській, індонезійській та в'єтнамській кухнях.

## Підготовка
Банановий торт готується з використанням бананів як основного інгредієнта. Для цих тортів також беруться борошно, цукор, яйця, вершкове масло або маргарин та сода. Банани потрібно розім'яти товкачем або зробити з них пюре, використовуючи кухонний комбайн або міксер і змішати з тістом. Торт може бути прикрашений зверху шматочками нарізаних бананів. Щоб банани, які використовуються як прикраса, не почорніли, після нарізки їх треба скропити водою.
Для приготування бананового крему бажано брати стиглі та м'які плоди. Банановий торт також може бути приготований з використанням пасерованих або перестиглих бананів. Крем готується з використанням желатину. Желатин заливається невеликою кількістю холодної води до його набрякання і гріється на повільному вогні або на водяній бані.
У банановий торт можна додавати шоколад. Також у торт можна додавати подрібнені волоські горіхи. Горіхами можна прикрашати торт зверху. Як прошарок у бананових тортах можна використовувати сир.
Окремо готується глазур, в неї можна додавати алкогольні напої.
Збірка листкового торта проводиться на плоскому блюді в такій послідовності: кладеться нижній корж, змащується сирним кремом, накривається другий корж. Потім маститься шар бананового пюре, на нього кладеться останній корж. Змащуються кремом або глазур'ю боки і верх торта. Після цього торт ставиться в холодильник, щоб крем застиг на холоді.
Бананові торти можна запікати або готувати на парі в пароварці. Готовий банановий торт повинен мати вологу консистенцію. Його можна приготувати як листковий пиріг, з тіста для торта можна приготувати бананові кекси і мафіни (капкейк). Банановий торт вживається і як вегетаріанська страва.

Бананові торти
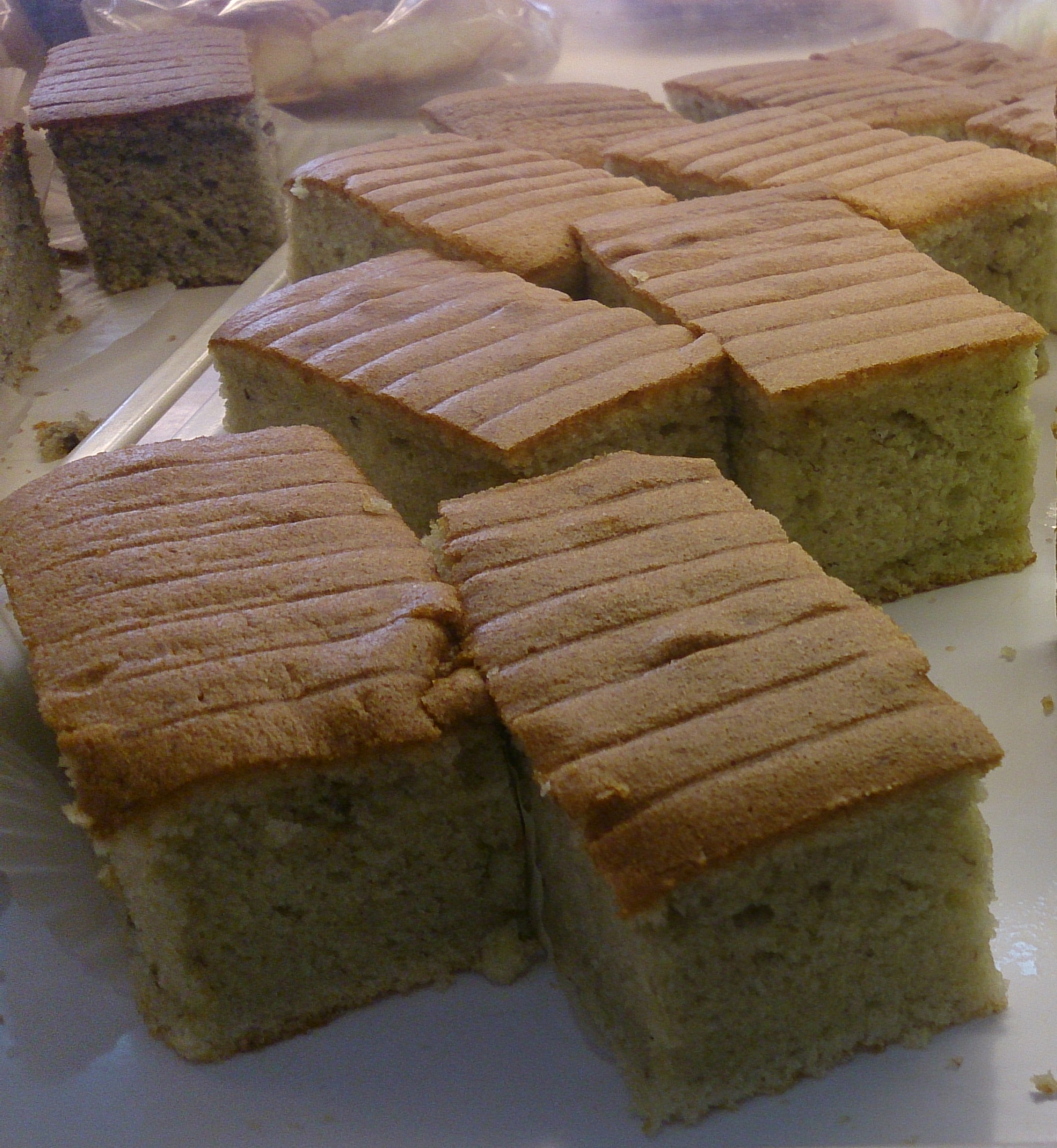
Скибочки бананового торта
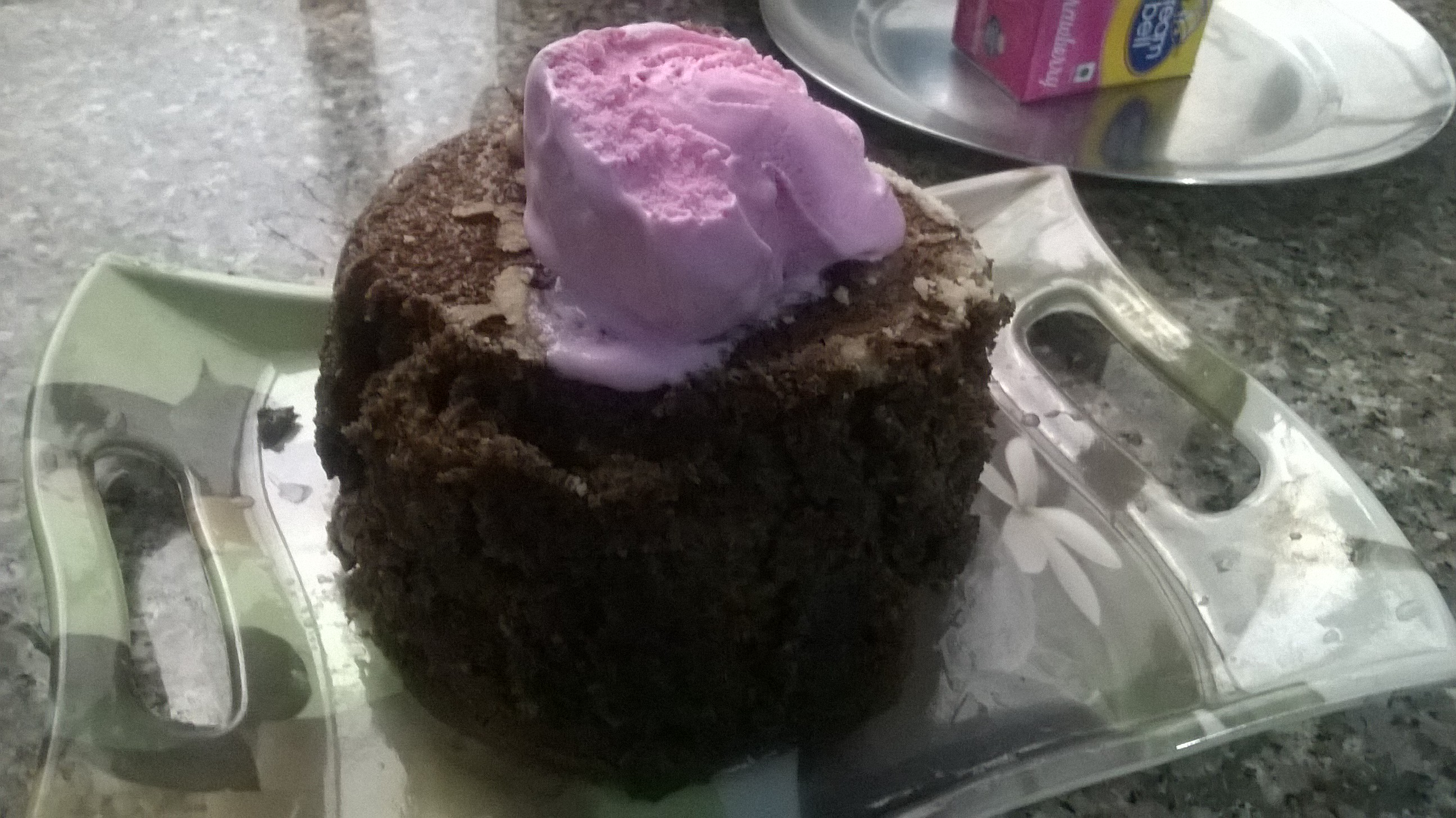
Шоколадно-банановий торт з полуничним морозивом
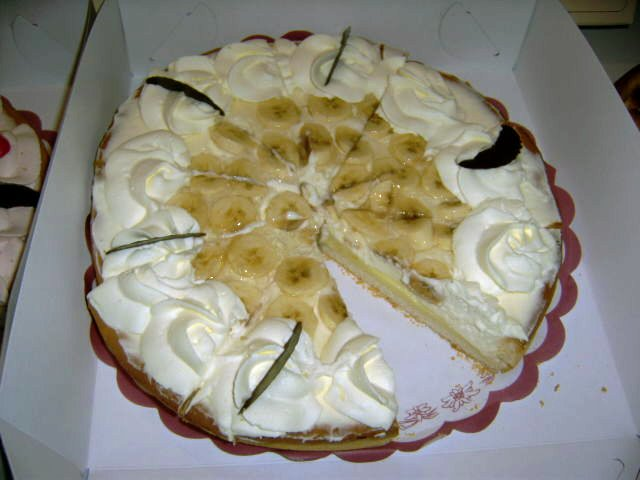
Банановий торт, прикрашений скибочками бананів

## Види тортів

### У китайській кухні

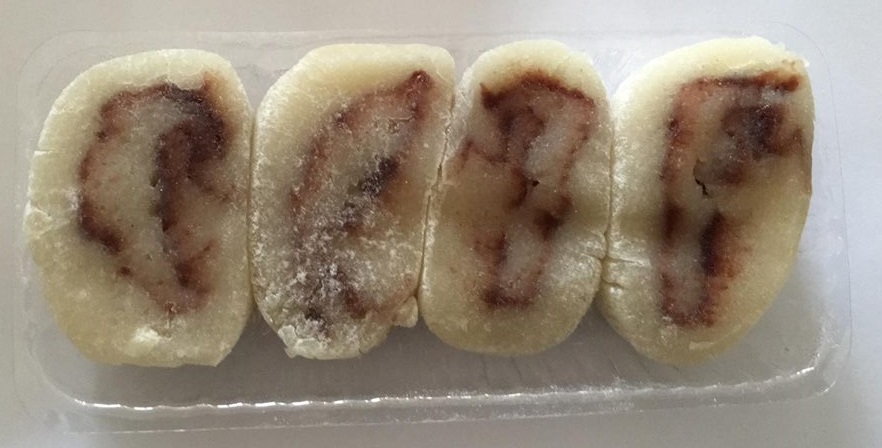
Бананові коржі з червоною бобовою пастою

У китайській кухні бананові торти гао подаються до чаю, але не подаються як десерт.

### Баньтюой
Баньтюой — назва в'єтнамського бананового торта або пудингу. Торт зазвичай готується в пароварці, а пудинг випікається.

### Куе-нагасарі
Куе-нагасарі — популярний індонезійський паровий банановий торт готується з бананів, рисового борошна, кокосового молока та цукру.

Баньтюой, поданий у вигляді млинців
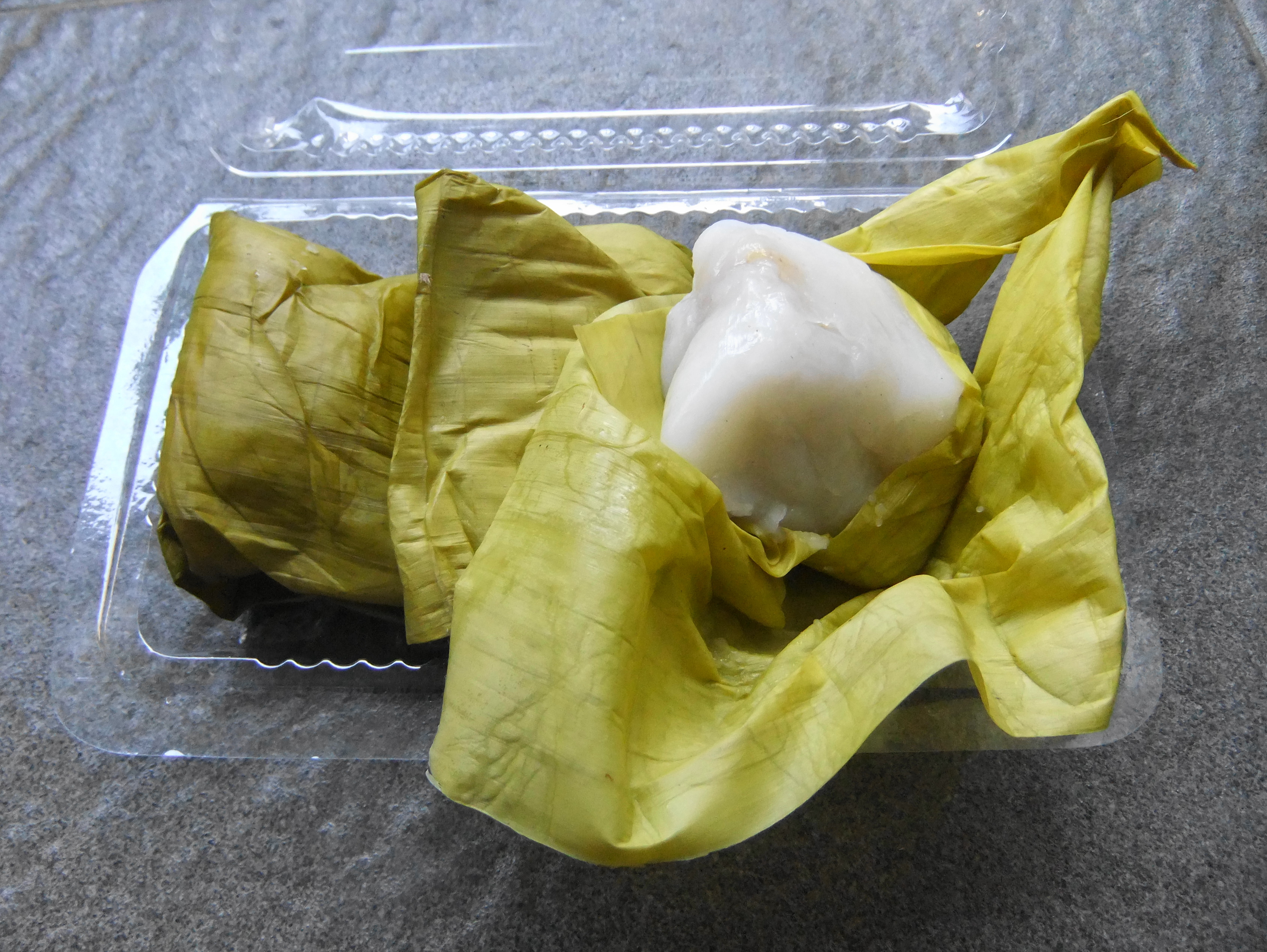
Індонезійський банановий торт куе-нагасарі